# Musée de l’Orangerie
A Musée de l’Orangerie Párizs egyik szépművészeti múzeuma, amely elsősorban Claude Monet nagyméretű festményeiről híres.

## Története
A múzeumnak helyet adó épületet 1852-ben emelték a Tuileriák palotája és a Szajna közötti területre, hogy télen ott helyezhessék el a díszkert narancsfáit, erre utal elnevezése is. Mivel télikertről van szó, nagy üvegfelületekkel látták el az építményt, ami később alkalmassá tette képkiállítások rendezésére. 1921-ben az épület a képzőművészeti egyetem kezelésébe került. Georges Clemenceau francia miniszterelnök azt javasolta, hogy az épületben állítsák ki Monet vízililiomokat ábrázoló képeit, amelyeket a művész az első világháború alatt készített. Monet két festményt 1918. november 12-én, a fegyvernyugvás aláírásának másnapján felajánlott az államnak mint a béke szimbólumait.
Claude Monet 1883-ban a normandiai Givernybe költözött, ahol 1890-től 1926-ban bekövetkezett haláláig festett a Vízililiomok-sorozat képeit. Ezek közül méretükkel kilógnak a Musée de l’Orangerie-ben látható alkotások, amelyek egyes darabjai kifejezetten erre a helyszínre készültek. A művész közreműködött a két nagy elliptikus terem kialakításában, amelyek szerinte a végtelen egész, a horizont és part nélküli hullámok illúzióját keltik a nézőben. A kiállítás csak 1927-ben, néhány hónappal Monet halála után nyílt meg.
Musée de l’Orangerie gondozásába 1960-ban került Jean Walter és Paul Guillaume gyűjteménye, miután a francia állam megvásárolta. A kollekció 146 darab, 1860 és az 1930-as évek között keletkezett műalkotásból áll. A gyűjteménynek része mások mellett 25 Pierre-Auguste Renoir-kép és Paul Cezanne 15 alkotása. Láthatók még festmények Paul Gauguintől, Alfred Sisleytől, Amedeo Modiglianitól, Henri Matisse-tól, Pablo Picassótól és Chaim Soutine-től.

## Képek a gyűjteményből

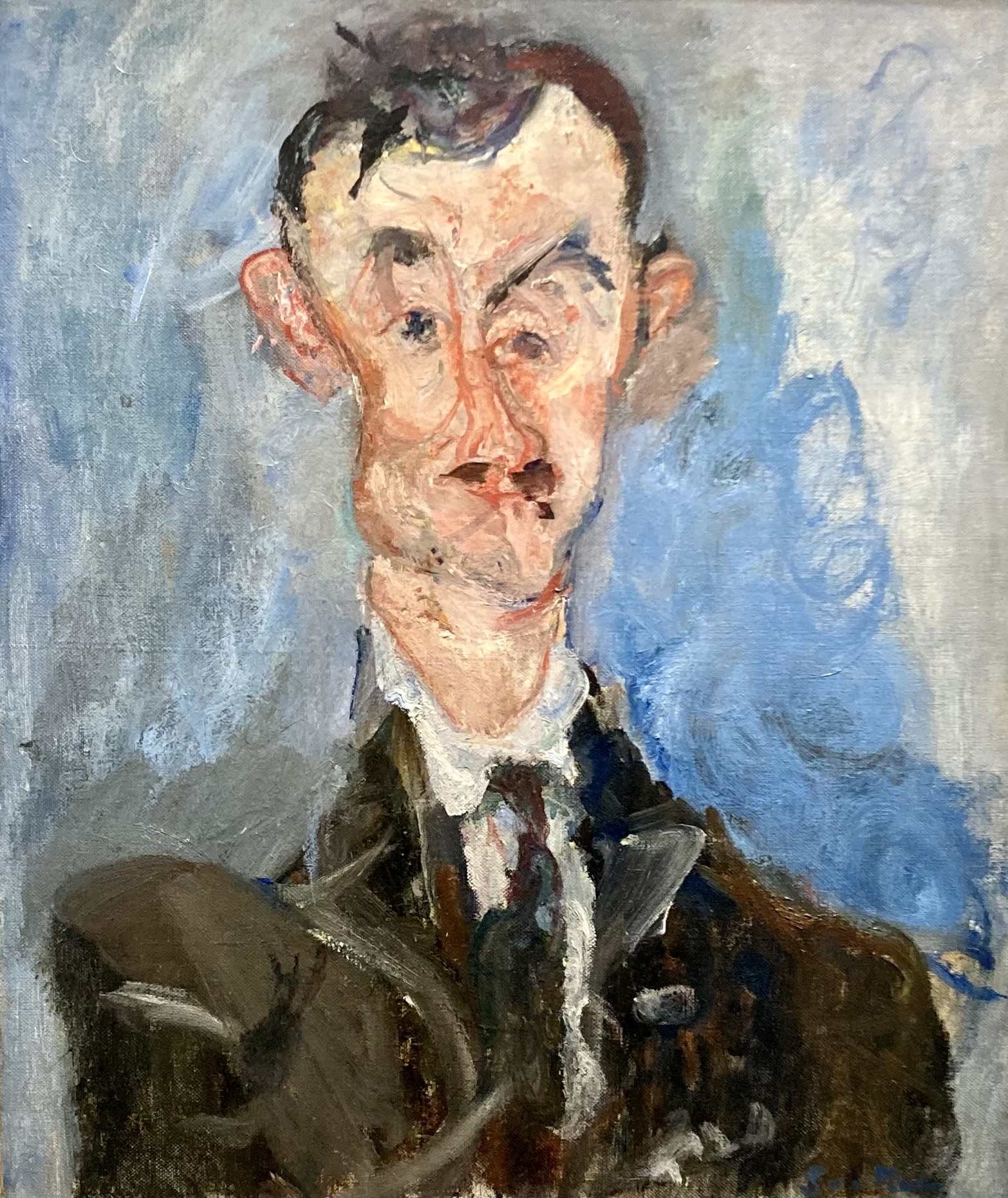
Chaim Soutine
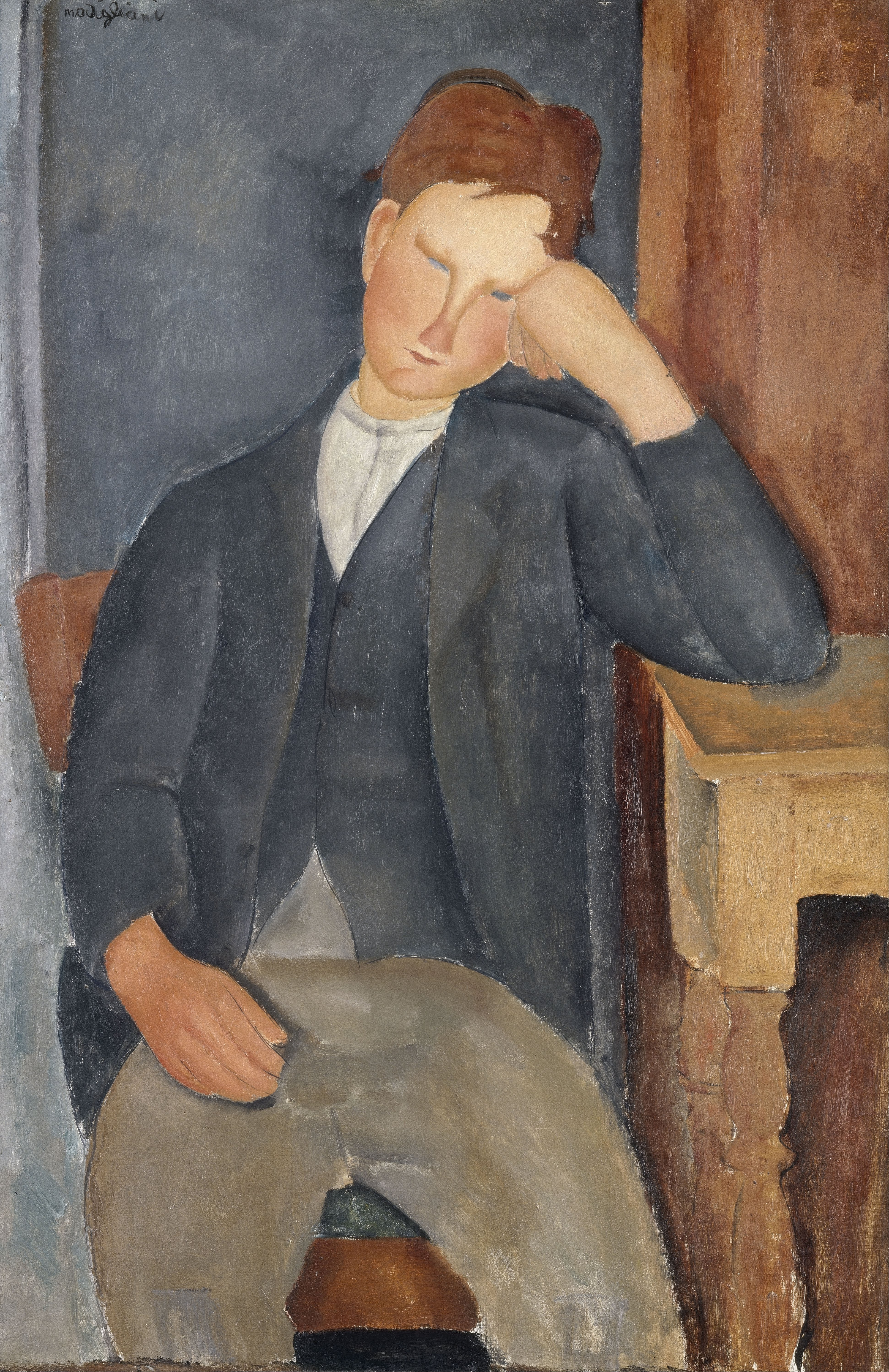
Amedeo Modigliani
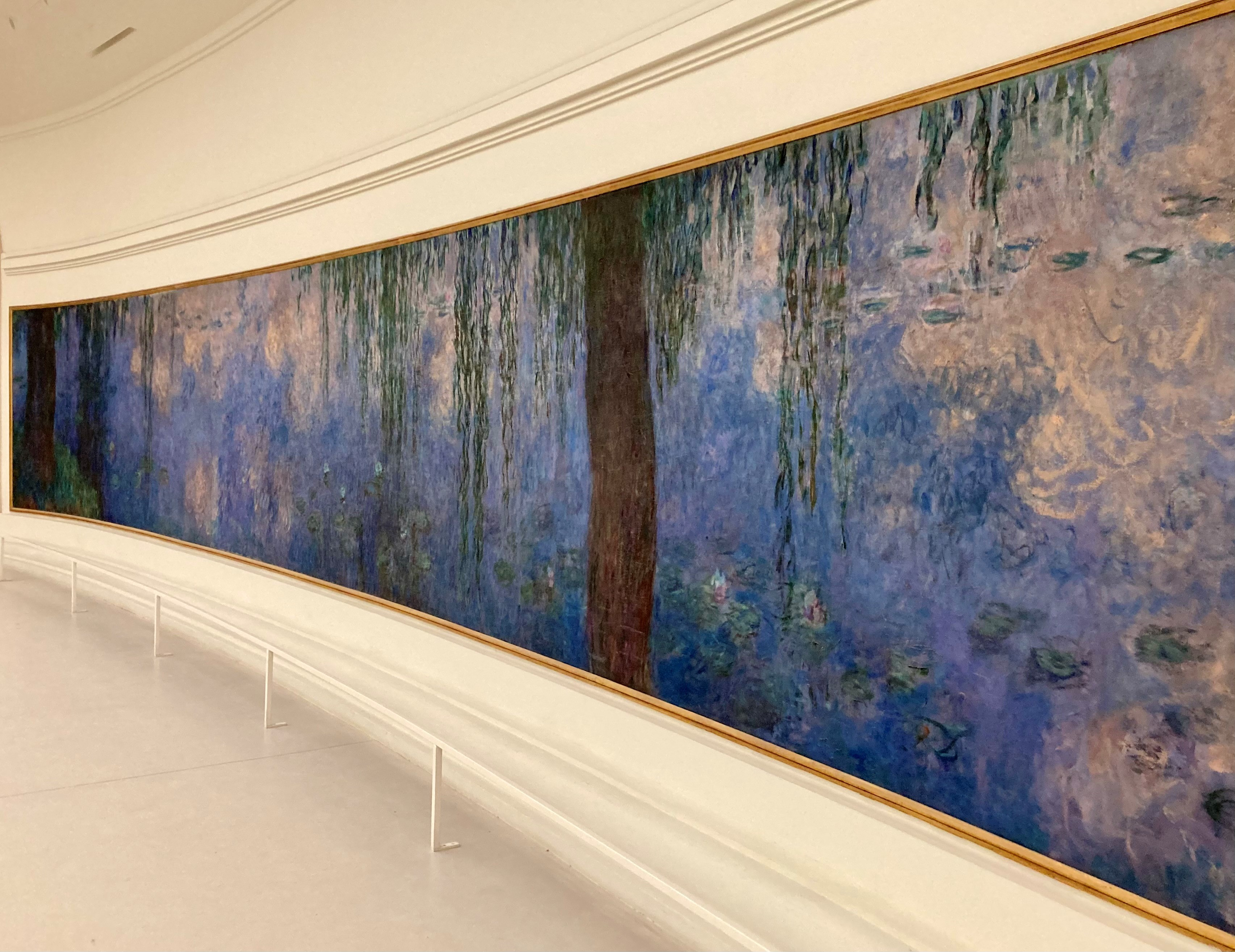
Claude Monet
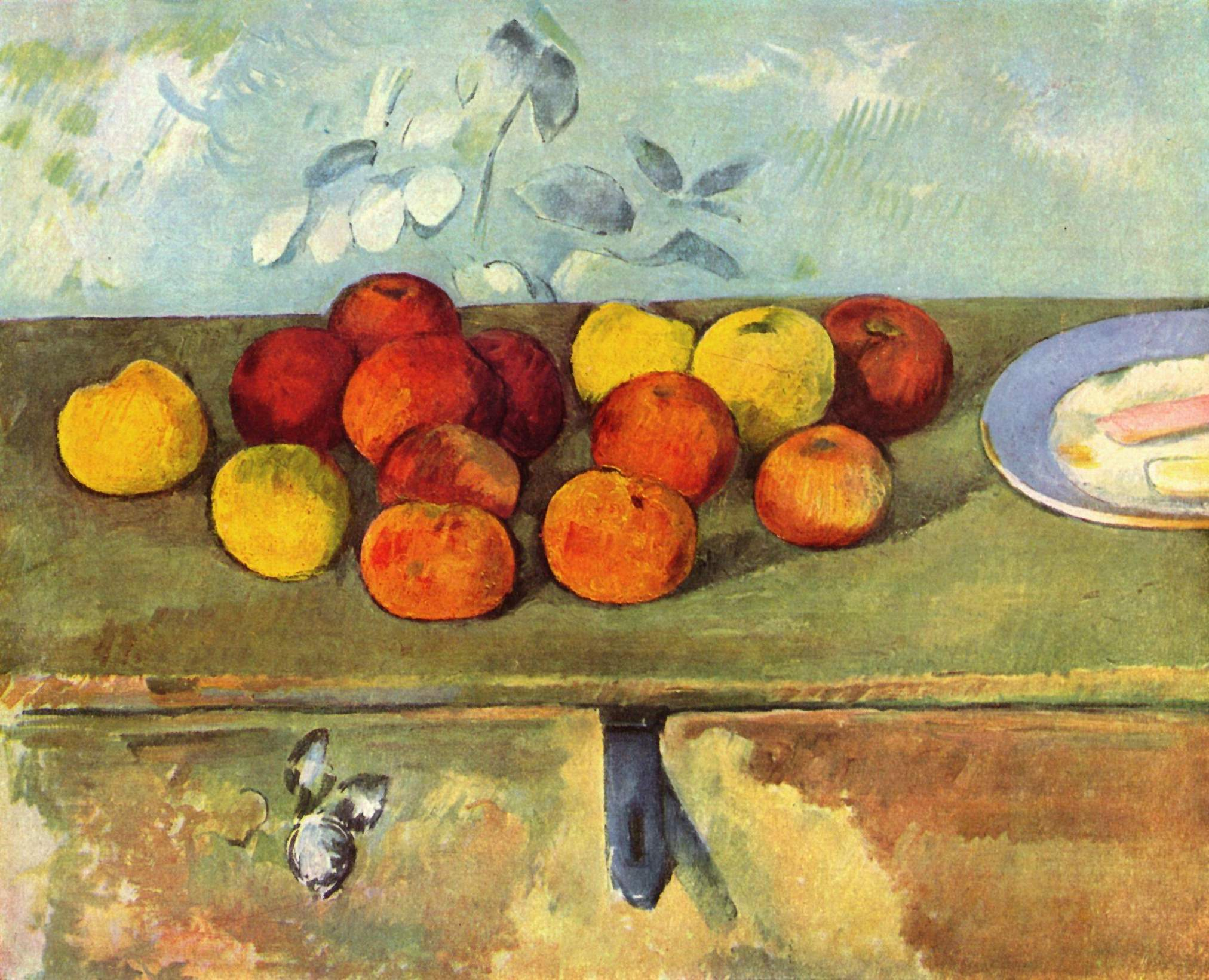
Paul Cezanne
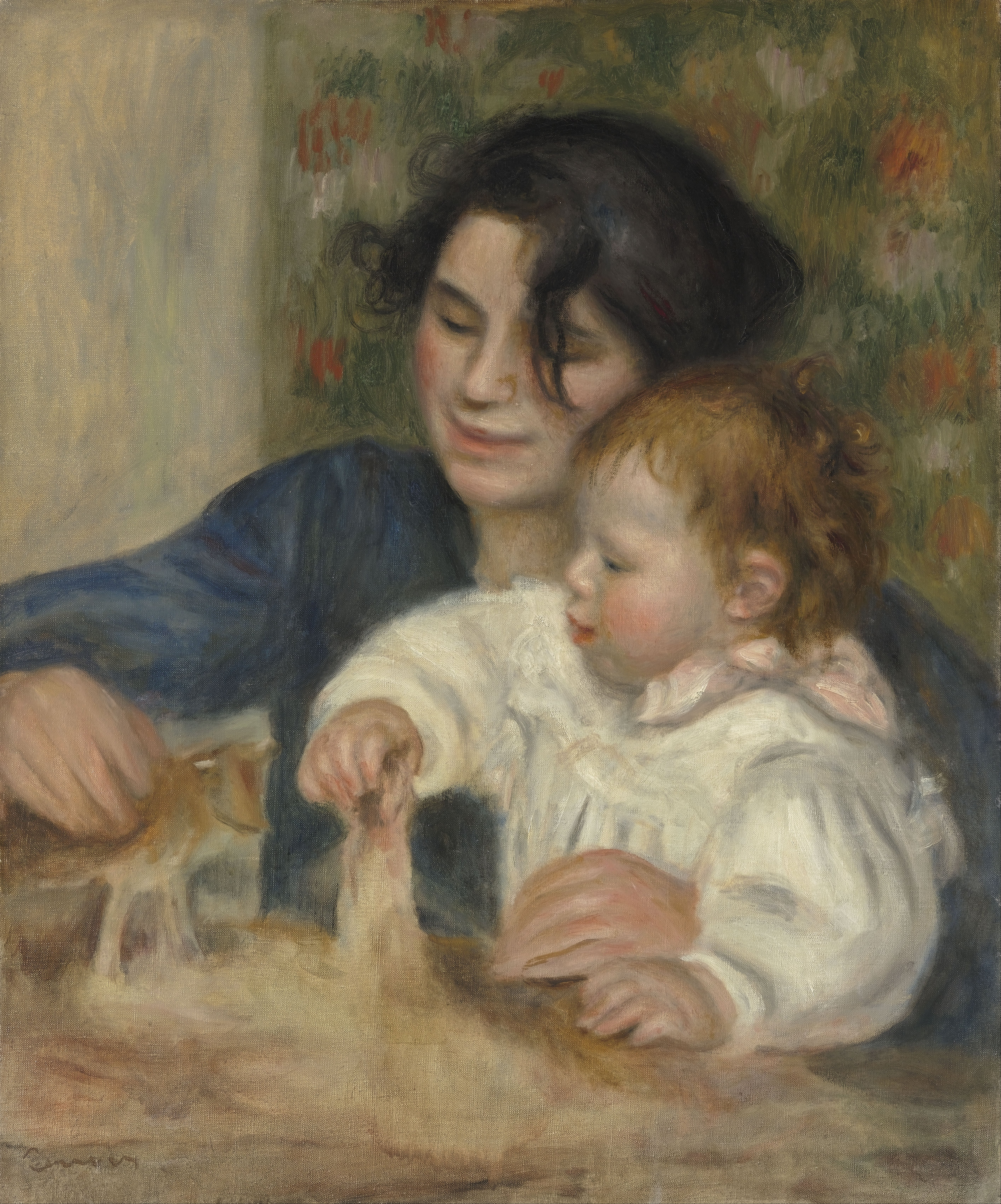
Pierre-Auguste Renoir